# دليل ثدييات العالم
دليل ثدييات العالم (بالإنجليزية: Handbook of the Mammals of the World)‏هي سلسلة كتب من إصدار دار نشر لنكس إيديشنس. نُشرت المجلدات التسعة بين عامي 2009 و 2019. قُيمت كل فصيلة من الثدييات في مقدمة نصية كاملة مع صور فوتوغرافية، ويحتوي كل نوع على شرح نصي مع خريطة انتشار ورسومات على لوحة. يعد هذا المشروع ثاني مشروع رئيسي لشركة لنكس إيديشنس منذ إصدار دليل طيور العالم عام 1992. يرأس تحرير السلسلة كل من روسيل ميترماير ودون إليس ويلسون بالاشتراك مع كونسيرفيشن إنترنشونال وجامعة تكساس إيه آند إم والاتحاد الدولي لحفظ الطبيعة (IUCN). يُعد دون إليس ويلسون أيضًا محررًا لمرجع أنواع الثدييات في العالم.

## المجلدات المنشورة

### المجلد الأول:اللواحم(نُشر في مايو 2009)
وفقا للتعريف الذي وضعه دون إليس. ويلسون لطائفة الثدييات
خصص المجلد الأول للآكلات اللحوم. يغطي 13 فصيلة وتفاصيل تصنيفها وانتشارها وموئلها وتكاثرها وسلوكها وحالة الحفظ لـ 245 نوعًا. تحتوي على أكثر من 400 صورة ملونة و257 خريطة توزيع. اُنشئت اللوحات الملونة البالغ عددها 33 بواسطة الفنان الكتالوني توني لوبيت. يذكر هذا الكتاب لأول مرة أولينغويتو، وهو نوع من الإكوادور وكولومبيا، والذي وصفها رسميًا في عام 2013.
المجموعات التي يغطيها هذا المجلد هي:
- زباد النخيل الأفريقي (Nandiniidae). جنس واحد ونوع واحد.
- السنوريات (Felidae). 14 جنسًا و37 نوعًا.
- اللنسنغ الآسيوي (Prionodontidae). جنس واحد ونوعين.
- الزباد ، الرباح واللنسنغ البوياني (Viverridae). 14 جنسًا و 34 نوعًا.
- الضباع (Hyaenidae). أربعة أجناس وأربعة أنواع.
- النمسيات (Herpestidae). 15 جنسًا و34 نوعًا.
- الفلنوكيات أو لواحم مدغشقر (Eupleridae). سبعة أجناس وثمانية أنواع.
- الكلبيات (Canidae). 13 جنسًا و 35 نوعًا.
- الدببة (Ursidae). خمسة أجناس وثمانية أنواع.
- الباندا الحمراء (Ailuridae). جنس واحد ونوع واحد.
- الراتونيات (Procyonidae). ستة أجناس واثني عشر نوعا.
- الظربان (Mephitidae). أربعة أجناس واثني عشر نوعا.
- ابن عرس، الخز، ابن عرس منتن، الغرير والقضاعة (Mustelidae). 22 جنسًا و57 نوعًا.

تفاصيل أخرى: المقاس: 31×24 سم. الصفحات: 728 ص. (ردمك 978-84-96553-49-1)

### المجلد الثاني:الثدييات ذات الحوافر(نُشر في أغسطس 2011)
يخصص المجلد الثاني لذوات الحافر (الثدييات ذات الحوافر). يغطي ١٠٧ جنسًا، ١٧ فصيلة في ستة رتب، ويتناول تفاصيل التصنيف، النطاق، الموطن، التكاثر، السلوك، وحالة الحفظ لـ٤١٣ نوعًا. يحتوي على ٦٦٤ صورة ملونة و ٤٣٣ خريطة انتشار. اُنشئت اللوحات الملونة الخمسة والخمسين من قبل الفنان الكتالوني توني لوبيت.
المجموعات التي يغطيها هذا المجلد هي:
- خنزير الأرض (Orycteropodidae). جنس واحد ونوع واحد.
- الوبريات (Procaviidae). ثلاثة أجناس وخمسة أنواع.
- الفيلة (Elephantidae). جنسان وثلاثة أنواع.
- آكل النمل الحرشفي (Manidae). جنس واحد وثمانية أنواع.
- الخيول والحمير البرية والحمر الوحشية (الخيول). جنس واحد وسبعة أنواع.
- الكركدنيات (Rhinocerotidae). أربعة أجناس وخمسة أنواع.
- التابيريات (Tapiridae). جنس واحد وأربعة أنواع.
- الجمليات (Camelidae). ثلاثة أجناس وستة أنواع.
- الخنازير والبابيروسا والخنزير الثؤلولي (Suidae). ستة أجناس و17 نوعا.
- البيكاري (Tayassuidae). ثلاثة أجناس وثلاثة أنواع.
- فرس النهر (Hippopotamidae). جنسان ونوعان.
- الطرغولية (Tragulidae). ثلاثة أجناس وعشرة أنواع.
- غزال المسك (Moschidae). جنس واحد وسبعة أنواع.
- الغزلان (Cervidae). 18 جنسًا و53 نوعًا.
- البقريات(Bovidae) 54 جنسا و 279 نوعا.
- ذوات القرون الشوكية (Antilocapridae). جنس واحد ونوع واحد.
- الزرافة والأكاب (Giraffidae). جنسان ونوعان.

تفاصيل أخرى: المقاس: 31×24 سم. الصفحات: 886 ص. (ردمك 978-84-96553-77-4)

### المجلد الثالث:الرئيسيات(نُشر في أبريل 2013)
المجلد الثالث مخصص للرئيسيات. يغطي الكتاب تفاصيل تصنيف ومناطق الانتشار والموئل والتكاثر والسلوك وحالة الحفظ لنحو 470 نوعًا موزعة على 17 فصيلة. الرسومات الملونة البالغ عددها 57 رسمًا من إبداع فنان الحياة البرية الإنجليزي ستيفن د. ناش. تحرير راسل أ. ميترماير، أنتوني ب. رايلاندز، دون إي. ويلسون.
المجموعات التي يغطيها هذا المجلد هي:
- الرسغيات (Tarsiidae)
- اللوريس والبوتوس والأنجوانتيبوس ( اللوريسيات )
- الطنج (Galagidae)
- الفأر، والفأر العملاق، والليمور القزم والشوكة المميزة ( الليموريات فأرية الشكل )
- الليمور الحقيقي والخيزران والمطوق ( الليموريات )
- الليمور المرح (Lepilemuridae)
- الليمور الصوفي، والسيفاكا، والإندري ( إندرية )
- آيآي (العضو الوحيد الباقي على قيد الحياة) (Daubentoniidae)
- قرد العالم القديم (Cercopithecidae)
- قرد القشة والطمارين ( بهيات الشعر )
- القرود الكبوشية والقرود السنجابية ( سعادين كبوشية الشكل )
- قرد الليل (Aotidae)
- سعدان الساكي والوكاري وتيتيس ( سعادين عارية الوجه )
- القرود العنكبوتية، والموريكي، والقرود العواء والصوفية ( Atelidae )
- جبون (Hylobatidae)
- القردة العليا ( Hominidae )

تفاصيل أخرى: المقاس: 31×24 سم. الصفحات: 951 ص. (ردمك 978-84-96553-89-7)

### المجلد الرابع:الثدييات البحرية(نُشر في يوليو 2014)
المجلد الرابع مخصص للثدييات البحرية، التي تضم أكبر الثدييات على وجه الأرض، وهي الحيتان، بالإضافة إلى الدلافين وأسود البحر وآكلات الفقمة و الفقمة عديمة الأذنين وخروف البحر والأطومات. يغطي الكتاب 19 فصيلة ويشمل تفاصيل تصنيفها وانتشارها وموئلها وتكاثرها وسلوكها وحالة الحفاظ عليها لأكثر من 147 نوعًا. أما الرسومات الملونة الثلاثون فهي من إبداع توني لوبيت.
المجموعات التي يغطيها هذا المجلد هي:
- عجل البحر (eared seals). سبعة أجناس و15 نوعا.
- الفظ (Odobenidae). جنس واحد ونوع واحد.
- فقميات (Phocidae). 13 جنسًا و18 نوعًا.
- بالينات (الحيتان الصحيحة). جنسان وأربعة أنواع.
- الحوت الصحيح القزم (Neobalaenidae ). جنس واحد ونوع واحد.
- حيتان رمادية (gray whale). جنس واحد ونوع واحد.
- هراكلة (rorquals). جنسان وثمانية أنواع.
- حيتان العنبر (حوت العنبر). جنس واحد ونوع واحد.
- الحوت القزم (حيتان العنبر القزمية والقزمية). جنس واحد ونوعين.
- الحيتان المنقارية (Ziphiidae). ستة أجناس و22 نوعا.
- دلافين طيارة (دولفين نهر جنوب آسيا). جنس واحد ونوع واحد.
- إنيادية (دلافين نهر الأمازون). جنس واحد وثلاثة أنواع.
- دلافين مهجورة (baiji). جنس واحد ونوع واحد.
- بونتوبوريدي (Franciscana). جنس واحد ونوع واحد.
- أحادية السن (beluga and narwhal). جنسان ونوعان.
- الدلفينيات (Delphinidae). 17 جنسًا و36 نوعًا.
- خنازير بحرية (Porpoise). ثلاثة أجناس وسبعة أنواع.
- خرفان البحر (Trichechidae). جنس واحد وثلاثة أنواع.
- أطومات (Dugongidae). جنس واحد ونوع واحد.

تفاصيل أخرى: المقاس: 31×24 سم. الصفحات: 614 ص. (ردمك 978-84-96553-93-4)

### المجلد الخامس:الجرابيات(نُشر في يونيو 2015)
يُخصص المجلد الخامس للحيوانات الجرابية والنضناض وخلد الماء وحيوانات الأبسوم. الرسومات الملونة البالغ عددها 44 رسمًا من إبداع الرسام توني لوبيت. يغطي الكتاب تفاصيل التصنيف والنطاق والموئل والتكاثر والسلوك وحالة الحفظ لـ 375 نوعًا من 21 فصيلة ضمن ثمانية رتب. الفصل الافتتاحي بقلم كريستوفر هيليجن يتناول الجرابيات التي انقرضت حديثًا مثل النمر التسماني.
المجموعات التي يغطيها هذا المجلد هي:
- النضناض (Echidna). جنسان وأربعة أنواع.
- خلد الماء (Platypus). جنس واحد ونوع واحد.
- الأبوسوم (Opossum). 18 جنسًا و103 نوعًا.
- الأبوسوم الزبابي (Shrew opossum). ثلاثة أجناس وسبعة أنواع.
- أبوسوميات صغيرة (قرد الجبل). جنس واحد ونوع واحد.
- طوبين جرابي (Notoryctidae). جنس واحد ونوعين.
- نمبات (Myrmecobiidae). جنس واحد ونوع واحد.
- دصيوريات (carnivorous marsupials). 17 جنسًا و 74 نوعًا.
- بيلبي (Thylacomyidae). جنس واحد ونوع واحد.
- بندقوطيات (بندقوط). ستة أجناس و18 نوعا.
- كوالا (Phascolarctidae). جنس واحد ونوع واحد.
- الومبتيات (Vombatidae). جنسان وثلاثة أنواع.
- البوسوم القزم [الإنجليزية] (Burramyidae). جنسان وخمسة أنواع.
- الفلنجريات (القُصقُص، أبوسوم فرشائي الذيل والأقارب). ستة أجناس و29 نوعا.
- شبيهات الأيدي [الإنجليزية] (حيوانات الأبوسوم ذات الذيل الدائري والطائرة الكبرى). ستة أجناس و20 نوعا.
- بتروسيات [الإنجليزية] (البوسوم المخطط، أبوسوم الرصاص والبتروس). ثلاثة أجناس واثني عشر نوعا.
- بوسوم العسل [الإنجليزية] (Tarsipedidae) . جنس واحد ونوع واحد.
- بهلوانيات [الإنجليزية] ( البهلوان والأبوسوم). جنسان وثلاثة أنواع.
- كناغر جرذية مسكية (Hypsiprymnodontidae). جنس واحد ونوع واحد.
- بوطورات (بطونق وبوطور). ثلاثة أجناس وثمانية أنواع.
- كنغريات (الكنغر والولب). 13 جنسًا و59 نوعًا.

تفاصيل أخرى: المقاس: 31×24 سم. الصفحات: 800 ص. (ردمك 978-84-96553-99-6)

### المجلد السادس:أرنبيات الشكل والقوارض I(نُشر في يوليو 2016)
في البداية، كان المقصود نشر مجلد واحد فقط عن أرنبيات الشكل والقوارض. ولكن بسبب العدد الكبير من القوارض الموصوفة، نظمت دار نشر لنكس إيديشنس استطلاعًا للرأي من صيف إلى خريف عام 2015، حيث قرر غالبية العملاء لصالح مجلدين. يخصص المجلد السادس لأرنبيات الشكل و 25 فصيلة من القوارض، بما في ذلك الأرانب البرية والبيكا والشنشيلة والجرذ الصخري (حفرية الحية) وخنزير الماء (أكبر قارض موجود) وفئة متنوعة من السناجب. اُنشأت اللوحات الملونة البالغ عددها 60 لوحة بواسطة توني لوبيت. يغطي الكتاب تفاصيل التصنيف والنطاق والموئل والتكاثر والسلوك وحالة الحفظ لـ 798 نوعًا من 27 فصيلة في رتبتين. كما يضم فصلاً خاصًا عن لمحة عامة عن القوارض، حول الشكل الخارجي والتصنيف والتاريخ التطوري؛ لماذا تُدرس القوارض؟ وأدوات دراستهم. حرره دون إي. ويلسون وتوماس إي. لاكر جونيور ورسل أ. ميترماير.
المجموعات التي يغطيها هذا المجلد هي:
- البيكا (Ochotonidae). جنس واحد و 29 نوع.
- أرنبيات (Leporidae) - تشمل الأرانب والأرانب البرية. 11 جنس و 63 نوع.
- قندسية (Castoridae) - القنادس. جنس واحد ونوعان.
- فأريات متغايرة (Heteromyidae) - تشمل جرذان الكنغر وفئران الكنغر وفئران الجيب. خمسة أجناس و 66 نوع.
- غوفرية (Geomyidae) - جرذان الجيب. سبعة أجناس و 41 نوع.
- شذيلية (Anomaluridae) - الشذيلاوات. ثلاثة أجناس وسبعة أنواع.
- صغيرات القوارض [الإنجليزية] (Pedetidae). جنس واحد ونوعان.
- قندية (Ctenodactylidae). أربعة أجناس وخمسة أنواع.
- دياتوميداي [الإنجليزية] (Diatomyidae) - فأر صخور لاوس. جنس واحد ونوع واحد
- شيهميات العالم القديم (Hystricidae). ثلاثة أجناس وإحدى عشر نوعًا.
- فأر الخيزران (Thryonomyidae). جنس واحد ونوعان.
- فأر زلم (Petromuridae). جنس واحد ونوع واحد.
- فأر الخلد العاري (Heterocephalidae). جنس واحد ونوع واحد.
- تهنونيات (Bathyergidae). خمسة أجناس و 17 نوعًا.
- شيهميات العالم الجديد (Erethizontidae). ثلاثة أجناس و 17 نوعًا.
- باكا (Cuniculidae). جنس واحد ونوعان.
- كابيائية (Caviidae). ستة أجناس و 20 نوعًا.
- شردفيات (Dasyproctidae). جنسان و 15 نوعًا.
- شنشيلات (Chinchillidae). ثلاثة أجناس وستة أنواع.
- داينوميداي [الإنجليزية](Dinomyidae). جنس واحد ونوع واحد.
- فأر شينشيلا [الإنجليزية] (Abrocomidae). جنسان وعشرة أنواع.
- توكو توكو [الإنجليزية] (Ctenomyidae): جنس واحد و 69 نوعًا.
- داغيات (Octodontidae): ثمانية أجناس و 14 نوعًا.
- إشيميداي [الإنجليزية] (Echimyidae): 27 جنسًا و 99 نوعًا.
- قندس الجبل الأحمر (Aplodontiidae): جنس واحد ونوع واحد.
- سنجابيات (Sciuridae) - سناجب الأشجار، سنجاب شيبمنك، مرموط، سناجب طائرة، وسناجب أرضية. 60 جنسًا و 292 نوعًا.
- زغبية (Gliridae). تسعة أجناس و 29 نوعًا.

تفاصيل أخرى: المقاس: 31×24 سم. الصفحات: 988 ص. (ردمك 978-84-941892-3-4)

### المجلد السابع:القوارض II(نُشر في ديسمبر 2017)
المجلد السابع مكرس للفصائل القوارض التي تشبه الفئران والتي تصل إلى تسعة فصائل، بما في ذلك الفئران الحقيقية، والجرذان، وفئران القضبان، وفئران الأشجار، واليربوعيات، والهامستر، وفئران الحقل. وعلى النقيض من التصنيفات الأخرى (على سبيل المثال، ويلسون / ريدر: أنواع الثدييات في العالم، 2005) قُسمت فصيلة ثنائيات الأرجل إلى فصيلة ثنائية الأرجل وفأريات أبازة وسمينثيداي، وهو اسم جديد اُقترح للفُصيلة سيستين السابقة. اُنشئت اللوحات الملونة البالغ عددها 58 لوحة بواسطة توني لوبيت. يغطي الكتاب تفاصيل التصنيف والنطاق والموئل والتكاثر والسلوك وحالة الحفظ لـ 1744 نوعًا من 345 جنسًا و 9 فصائل في رتيبة واحدة. كما أنه يتضمن فصل خاص بعنوان "أولويات الحفاظ على القوارض في العالم". تحرير دون إي. ويلسون وتوماس إي. لاشر جونيور ورسل أ. ميترماير.
المجموعات التي يغطيها هذا المجلد هي:
- فئران القضبان (Sminthidae) - وتُعرف أيضًا باسم سيستين. جنس واحد و 14 نوع.
- فأريات أبازة (Zapodidae). 3 أجناس و5 أنواع.
- اليربوعيات (Dipodidae). 13 جنسًا و35 نوعًا.
- الزغبة الشرقية [الإنجليزية] (Platacanthomyidae). جنسان و5 أنواع.
- خلديات (Spalacidae). 7 أجناس و28 نوعًا.
- قداد فأري (Calomyscidae). جنس واحد و8 أنواع.
- نيسوميديا [الإنجليزية] (Nesomyidae) - جرذان الجراب وفئران التسلق وفئران الدهون. 21 جنسًا و68 نوعًا.
- قداديات (Cricetidae) - هوامير حقيقية وفئران الحقل واللاموس وفئران العالم الجديد. 142 جنسًا و765 نوعًا.

- فأرية (Muridae) - فئران وجرذان العالم القديم والجربيل المنغولي والأقارب. 155 جنسًا و816 نوعًا.

تفاصيل أخرى: المقاس: 31×24 سم. الصفحات: 1008 ص. (ردمك 978-84-16728-04-6)

### المجلد الثامن:آكلة الحشرات والكسلانيات وأدميات الأجنحة(نُشر في يوليو 2018)
يكرس المجلد الثامن لرتب الحزاميات والثدييات المشعرة والزبابيات الإفريقية وزبابات الفيل وزبابيات الشجر وأدميات الأجنحة وشفويات الأعور. الرسومات الملونة الثماني والعشرون من إبداع توني لوبيت. يوجد فصل خاص بعنوان "أولويات وأعمال الحفاظ على رتب الحزاميات والثدييات المشعرة والزبابيات الإفريقية وزبابات الفيل وزبابيات الشجر وأدميات الأجنحة وشفويات الأعور" بقلم روزاليند كينيرلي وتوماس لاكر الابن وفيكتور ماسون وشيلبي ماكاي ونيكوليت روش وبي جي ستيفنسون ومارييلا سوبرينا وريتشارد يونغ. معظم الأنواع التي يغطيها هذا المجلد تتغذى بشكل رئيسي على الحشرات باستثناء أدميات الأجنحة والكسلان اللذان يتغذيان على الفاكهة أو الأوراق.
المجموعات التي يغطيها هذا المجلد هي:
- المدرع (Dasypodidae). جنس واحد وسبعة أنواع.
- مدرعات متدثرة وأشباهها (Chlamyphoridae). ثمانية أجناس وثلاثة عشر نوعًا.
- الناملات (Myrmecophagidae). جنسان وثلاثة أنواع.
- ناملات مصقلبة (Cyclopedidae). جنس واحد وسبعة أنواع.
- عظيمات المخالب (Megalonychidae). جنس واحد ونوعان.
- كسلان ثلاثي الأصابع (Bradypodidae). جنس واحد وأربعة أنواع.
- مدال (Tenrecidae). ثمانية أجناس وواحد وثلاثون نوعًا.
- زبابة قضاعة [الإنجليزية] (Potamogalidae). جنسان وثلاثة أنواع.
- عسربيات (Chrysochloridae). عشرة أجناس وواحد وعشرون نوعًا.
- زبابات الفيل (Macroscelididae). خمسة أجناس وعشرون نوعًا.
- زبابية الأشجار ذات الذيل القلمي [الإنجليزية] (Ptilocercidae). جنس واحد ونوع واحد.
- توبايداي [الإنجليزية] (Tupaiidae). ثلاثة أجناس واثنان وعشرون نوعًا.
- أدميات الأجنحة (Cynocephalidae). جنسان ونوعان.
- قنفذيات (Erinaceidae). عشرة أجناس وستة وعشرون نوعًا.
- زبابيات (Soricidae). خمسة وعشرون جنسًا وأربعمائة وثمانية وأربعون نوعًا.
- طوبينيات (Talpidae). ثمانية عشر جنسًا وخمسة وخمسون نوعًا.
- مشقوق السن (Solenodontidae). جنسان ونوعان.

تفاصيل أخرى: المقاس: 31×24 سم. الصفحات: 710 ص. (ردمك 978-84-16728-08-4)

### المجلد التاسع:الخفافيش(نُشر في أكتوبر 2019)
المجلد التاسع مخصص للخفافيش. يغطي تفاصيل التصنيف والنطاق والموئل والتكاثر والسلوك وحالة الحفظ لـ 1402 نوعًا من 21 فصيلة ضمن رتبة الخفاشيات. وعلى عكس المجلدات السابقة، حيث أُنشئت جميع الرسومات من قبل شخص واحد في كل منها، فإن الـ 73 لوحة في هذا المجلد تحتوي على رسومات من ستة فنانين، وهم إيليان فيليكوف، بلانكا مارتي دي أحمدا، أليكس ماسكاريل لوسا، فانسي بيكوك، خيسوس رودريغيز-أوسوريو مارتين ولويس سوجورب.
المجموعات التي يغطيها هذا المجلد هي:
- خفافيش الفاكهة (Pteropodidae).
- خفافيش فأرية الذيل (Rhinopomatidae).
- خفاش طنان (Craseonycteridae).
- خفافيش مصاصة الدماء الكاذبة (Megadermatidae).
- خفاش ثلاثي الشعب (Rhinonycteridae).
- خفاشيات العالم القديم ورقية الأنف (Hipposideridae).
- خفافيش حدوة الحصان (Rhinolophidae).
- رماسيات (Emballonuridae).
- خفافيش الوجه المشقوق (Nycteridae).
- خفاش الماص (Myzopodidae).
- خفافيش نيوزيلندا قصيرة الذيل (Mystacinidae).
- خفافيش بلدغ (Noctilionidae).
- خفافيش رمادية (Furipteridae).
- خفافيش الأجنحة القرصية (Thyropteridae).
- خفافيش ذو وجه الشبح (Mormoopidae).
- خفافيش ورقيات (Phyllostomidae).
- خفافيش الأذن القمعية (Natalidae).
- خفافيش ذيل حر (Molossidae).
- خفافيش طويلة الأجنحة (Miniopteridae).
- خفافيش ذات الغدة الجناحية [الإنجليزية] (Cistugidae).

- خفافيش الليل (Vespertilionidae).

تفاصيل أخرى: المقاس: 31×24 سم. الصفحات: 1008 ص. (ردمك 978-84-16728-19-0)

## وجهات النظر
حظي الدليل باستقبال متباين. على وجه الخصوص، فإن النظام التصنيفي المستخدم في فصيلة البقريات (المجلد 2) غير مقبول بشكل عام. وقد جادل هيلييه وآخرون بأن قائمة أنواع البقريات المنقحة، والتي تضاعفت فيها كمية أنواع البقريات المعترف بها، تستند فقط إلى مصدر رئيسي واحد. ويعزى هذا الازدياد بشكل رئيسي إلى مفهوم نوع موسع (مفهوم النوع التطوري السلالي)، وليس إلى مجموعات بيانات متاحة حديثًا. على سبيل المثال، يميز الدليل 11 نوعًا من الوعل الصخري، لكن الاختلافات الشكلية داخل كل من هذه الأنواع المقترحة غالبًا ما تكون أكبر من الاختلافات بينها. بالإضافة إلى ذلك، يُنتقد التصنيف لعدم التناسق، حيث تُعامل العديد من التصنيفات، مثل أشكال الزرافة المختلفة، على أنها تحت أنواع لنوع واحد، على الرغم من حقيقة أن بعضها يمكن تمييزها بوضوح. يحذر هيلييه وآخرون من أن التضخم التصنيفي للأنواع يمكن أن يعيق جهود الحفظ.

## القائمة المصورة لثدييات العالم المجلدان الأول والثاني
تقدم هذه القائمة المصورة جميع أنواع الثدييات الواردة في دليل ثدييات العالم، إلى جانب تحديثات التصنيف وحالة الحفظ وخرائط الانتشار عند الحاجة. كل وصف لنوع هو أكثر إيجازًا، حيث تشمل التسميات الشائعة باللغة الإنجليزية والفرنسية والألمانية والإسبانية، وفئة القائمة الحمراء للاتحاد الدولي لحفظ الطبيعة (IUCN) والملاحظات التصنيفية، وقائمة بالأنواع الفرعية المعترف بها، بتنسيق مشابه جدًا لدليل طيور العالم والقائمة المصورة الدولية للطيور من بيردلايف انترناشيونال. تقسم هذه الكتب إلى مجلدين وتحتوي على جميع أنواع الثدييات المعروفة، مقسمة إلى 27 رتبة و167 فصيلة و1343 جنسًا و6554 نوعًا، منها 104 منقرضة و19 مدجنة. كما أنها تحتوي على أكثر من 7250 رسمًا توضيحيًا، بما في ذلك 800 رسم جديد للقردة وأكثر من 100 رسم لمجموعات أخرى. نُشر هذا العمل في سبتمبر 2020.

### المجلد الاول
- وحيدات المسلك (خلد الماء و قنافذ البحر)
- الجرابيات (الكنغر، الكوالا، الأبوسوم، الومبات، وشياطين تسمانيا)
- غريبات المفاصل (آكلات النمل، وكسلان الأشجار، والمدرع)
- الوحشيات الأفريقية (زبابات الفيل، التنريك، خنازير الأرض، فيلة البحر، وأبقار البحر)
- الأسلاف الحقيقية (أدميات الأجنحة، زبابيات الشجر، والرئيسيات)
- الزغبيات (الأرانب والأرانب البرية والقوارض)

### المجلد الثاني
- شفويات الأعور (القنافذ والخلد والزبابة)
- الخفاشيات (الوطواط)
- مزدوجات الأصابع (ذوات الحوافر مثل الماعز والغزلان والزرافات، بالإضافة إلى الحيتان والدلافين وخنازير البحر)
- مفردات الأصابع (الخيول ووحيد القرن والتابير)
- آكلات النمل (آكل النمل الحرشفي)
- اللواحم (القطط والكلاب والدببة والفقمات)

## روابط خارجية
- Handbook of the Mammals of the World more information about the series
- Information in Spanish
- Illustrated Checklist of the Mammals of the World (publishers site)